# هامانتاش
گوش هامان یاهامانتاش (به ییدی:המן טאש) نوعی شیرینی به‌شکل سه‌گوش است که با تخم خشخاش پر می‌شود. بجای خشخاش می‌توان از آلو, خرما, تمشک, سیب, مربا, شکلات و حلوا یا پنیر نیز استفاده نمود.

## کاربردها
از این شیرینی در جشن پوریم استفاده می‌شود و احتمال می‌رود که نشانی از گوش های شخصیت هامان ایرانی باشد که به‌شکل سه‌گوش بوده‌است. در ریشه‌شناسی عامیانه نیز احتمال دیگری عنوان می‌شود که واژه تاش بمعنای جیب و کیسه پول بوده و به مبلغی که هامان طبق کتاب استر برای خونبهای یهودیان٬ به اخشورش پیشنهاد داد٬ باشد. در اسرائیل اما٬ این شیرینی بانام اوزنِی‌هامان (به عبری: אוזני המן) و بمعنی گوش هامان است.